# Thubana xylogramma
Thubana xylogramma is een vlinder uit de familie van de Lecithoceridae. De wetenschappelijke naam van de soort is voor het eerst geldig gepubliceerd in 1922 door Edward Meyrick.